# Vega de Guaramacal (paroisse civile)
Vega de Guaramacal est l'une des douze paroisses civiles de la municipalité de Boconó dans l'État de Trujillo au Venezuela.

## Environnement
La paroisse civile est en partie couverte, sur sa portion occidentale, par le parc national Guaramacal.